# 一川誠
一川 誠（いちかわ まこと、1965年5月5日 - ）は、日本の心理学者、千葉大学教授。知覚心理学。「時間学」を展開、日本科学未来館「時間旅行展」のサイエンスナビゲーター。山口大学時間学研究所客員教授。博士（文学）（1994年、大阪市立大学にて取得）。

## 略歴
宮崎県生まれ。大阪府で育つ。立命館高等学校卒業。1988年大阪市立大学文学部人間関係学科卒。1994年同大学院文学研究科後期博士課程修了、「運動視差にもとづく奥行知覚の成立過程」で博士（文学）取得。1995年 - 1997年カナダのヨーク大学研究員。1997年山口大学工学部講師、2000年同大学理工学研究科助教授を経て、2006年千葉大学文学部行動科学科助教授、2007年同大学准教授、2013年同大学教授。

## 業績・研究

### 論文
- 一川, 誠「運動視差にもとづく奥行知覚の成立過程」、大阪大学、1994年3月24日、NAID 500000112486、博士（文学） 学位授与番号 甲第1204号。

### 著書
- 『大人になると、なぜ1年が短くなるのか?』池上彰共著 宝島社 2006 ISBN 9784800243690
- 『大人の時間はなぜ短いのか』集英社新書 2008 ISBN 408720460X
- 『時計の時間、心の時間 退屈な時間はナゼ長くなるのか?』 教育評論社 2009 ISBN 9784905706427
- 『すごい!「仕事の時間」術』三笠書房 2011 ISBN 9784837924135
- 『錯覚学 知覚の謎を解く』集英社新書 2012 ISBN 9784087206609

## 参考
- 一川誠 - J-GLOBAL
- 紀伊国屋書店の商品情報より